# Mircea Drăgan
Mircea Drăgan (Gura Ocniței, 3 ottobre 1932 – Râmnicu Vâlcea, 31 ottobre 2017) è stato un regista e sceneggiatore rumeno.
Fu autore di diversi lungometraggi come Setea, la serie Brigada Diverse, Columna e Neamul Şoimăreştilor.

## Biografia
Mircea Drăgan nacque il 3 ottobre 1932 a Gura Ocniței. Completò gli studi all'Institutul de Artă Teatrală şi Cinematografică nel 1955, specializzandosi in regia.
Debuttò in un lungometraggio nel 1957 con Dincolo de brazi, in coregia di Mihai Iacob, e realizzò poi Setea e Lupeni 29.
Insegnò regia dal 1964 presso l'Institutului de Artă Teatrală şi Cinematografică, divenendo poi Rettore.
Ha diretto 23 film tra il 1952 e il 1992 tra i quali Columna (titolo in italiano La colonna di Traiano), BD în acţiune, BD în alertă, BD la munte şi la mare, Fraţii Jderi, Ştefan cel Mare - Vaslui 1475, Explozia, Cuibul salamandrelor, Aurel Vlaicu e la serie televisiva Vlaşinii.
Il film del 1961 Thirst partecipò al Festival cinematografico internazionale di Mosca 1961 dove vinse la medaglia d'argento. Due anni più tardi, il film Lupeni 29 partecipò alla Festival cinematografico internazionale di Mosca 1963 e vinse sempre il secondo premio. Fu membro della giuria del Festival cinematografico internazionale di Mosca 1965.
Il film del 1973 Explosion partecipò al Festival cinematografico internazionale di Mosca 1973.
Morì a Râmnicu Vâlcea all'età di 85 anni.

## Filmografia
- In vreme de razboi (1955)
- Dincolo de brazi (1958)
- La sete (Setea) (1960)
- Lupeni 29 (1963)
- La grande battaglia di Sebastopoli (Neamul Șoimăreștilor) (1965)
- Golgota (1966)
- La colonna di Traiano (Columna) (1968)
- B.D. în alerta - Profesorul de mimica (1970)
- Brigada Diverse intră în acțiune (1970)
- B.D. în alerta - Vaduve cu termen redus (1971)
- B.D. în alertã (1971)
- B.D. la munte si la mare (1971)
- Explozia (1973)
- Frații Jderi (1974)
- Ștefan cel Mare - Vaslui 1475 (1975)
- Dimensione giganti (Cuibul salamandrelor) (1977)
- Aurel Vlaicu (1977)
- Bratele Afroditei (1979)
- O lume fără cer (1981)
- Plecarea Vlasinilor (1982)
- Întoarcerea Vlasinilor (1983)
- Raliul (1984)
- Cucoana Chirița (1986)
- Chirita la Iasi (1987)
- Atac in biblioteca (1992)